# Francisco de Navarra y Hualde
Francisco de Navarra y Hualde (Tafalla, 1498-Torrente, Valencia, 14 de abril de 1563) fue un escritor y prelado católico español que ejerció como prior de Roncesvalles, obispo de Ciudad Rodrigo, obispo de Badajoz y arzobispo de Valencia durante el reinado de Carlos I de España.

## Biografía
Fue hijo natural de Pedro de Navarra y Lacarra, V vizconde de Muruzábal, I señor de Cortes y VI Mariscal de Navarra, fruto de una relación prematrimonial con una hija de Miguel de Hualde, vecino de Tafalla. Sin embargo, casado después su padre con Mayor de la Cueva y Mendoza, dama de honor de Isabel la Católica e hija Beltrán de la Cueva, duque de Alburquerque, fue tratado y educado como hijo propio del matrimonio.
Su primera educación la recibió en Tafalla hasta que en 1510, con doce años de edad, se marcha a estudiar Artes y Derecho en la Universidad de Toulouse. En la misma estaba un familiar cercano, Martín de Azpilcueta, con quien forjará desde entonces una amistad cercana que llevó, incluso, a que el “doctor navarrus” le dedicara su primera obra De poenitentia (Coímbra, 1542). 
El 29 de abril de 1524 es nombrado prior de la Colegiata de Santa María de Roncesvalles por mediación de Carlos I de España, V de Alemania que igualmente nombraba a su hermano Pedro como Mariscal de Navarra.
El 22 de mayo de 1542, el Papa Pablo III lo nombró obispo de Ciudad Rodrigo. El 14 de diciembre de 1545 fue nombrado por el Papa Pablo III, obispo de Badajoz. El 4 de mayo de 1556, el Papa Pablo IV lo nombró arzobispo de Valencia y asumió el cargo el 22 de junio de 1556. Se desempeñó como arzobispo de Valencia hasta su muerte el 14 de abril de 1563. Fue consagrado como el sucesor de Tomás de Villanueva como arzobispo de Valencia (15).
Por otro parte fue, junto con su compañero navarro Martín Azpilcueta, uno de los defensores del paisano de ambos, Bartolomé de Carranza, acusado de varios cargos por parte de la Inquisición española a partir de 1558.

## Obras
Fue autor de varias obras: 
- De libertate cristiana,
- De spiritu et littera,
- De differentia novi et veteris Testamenti,
- De Regno Christi spirituali,
- De justificatione et poenitentia.

También se conoce un Catecismo de la doctrina christiana escrito en valenciano e impreso en 1571.
Su faceta de historiador es la menos estudiada. Se sabe que fue amigo de los historiadores Jerónimo Zurita, Diego Ramírez de Ávalos de la Piscina y Florián de Ocampo hablando algunos historiadores de una Historia General escrita por Francisco de Navarra. Hay quien, como Juan de la Puente en 1612, señala «la posibilidad de que la monumental obra de Garibay fuera en realidad de nuestro obispo, o al menos muy basada en alguna obra del erudito navarro.»

## Homenaje: la Plaza de Navarra en Tafalla
La Ciudad de Tafalla le dedicó un espacio principal, la Plaza de [Francisco de] Navarra, que se corresponde con la plaza donde tiene la sede la casa consistorial de la ciudad siendo lugar de entretenimiento y ocio de los vecinos. La omisión del nombre de pila a la hora de referirse a ella, lleva a más de uno a considerar que está dedicada a Navarra.
Esta plaza se corresponde con el solar sobre el cual se levantaba el antiguo Palacio Real de Tafalla derruido por las tropas de Espoz y Mina durante la Guerra de la Independencia. Los restos que quedaron fueron demolidos en 1856 para levantar la actual plaza.